# Reprezentacja Togo w piłce nożnej mężczyzn

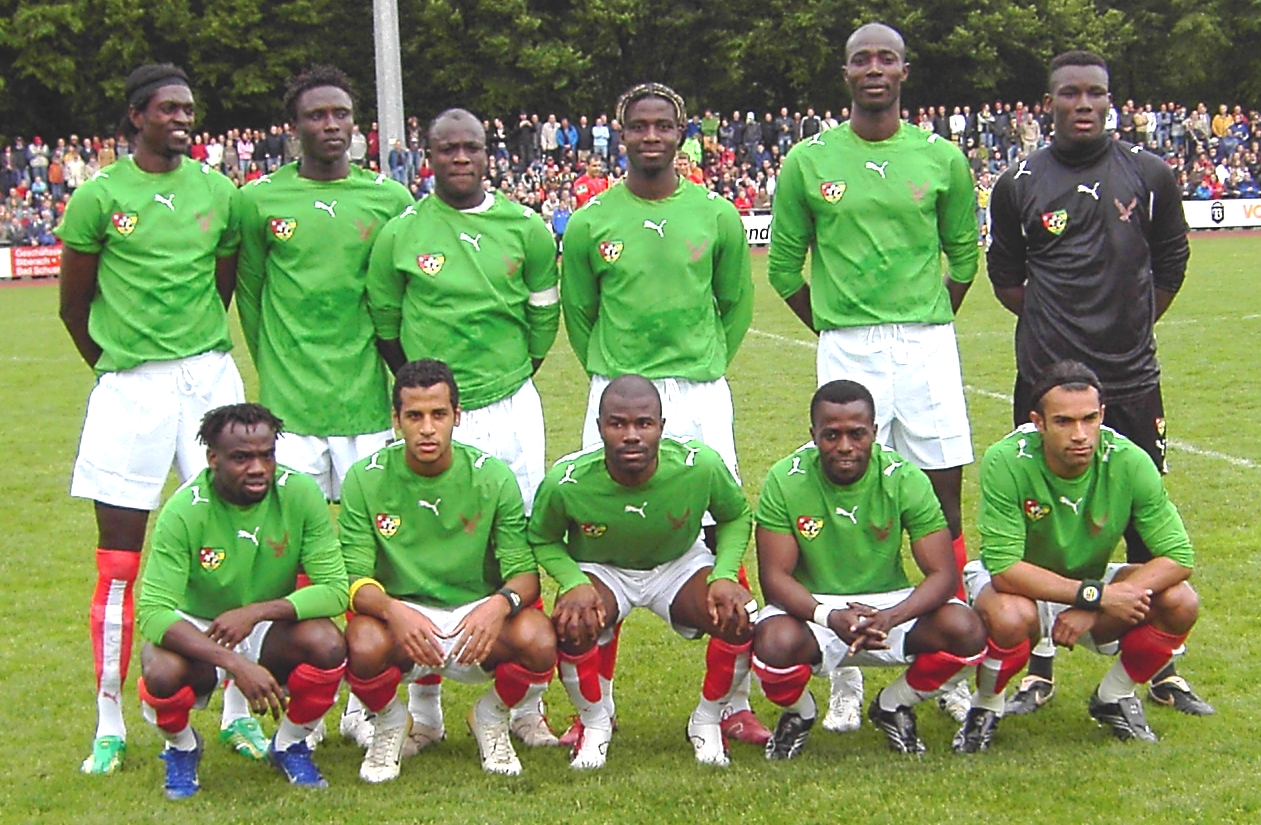
Reprezentacja Togo w maju 2006 roku, kilka dni przed rozpoczęciem Mundialu 2006

Reprezentacja Togo w piłce nożnej mężczyzn (fr. Équipe nationale de football du Togo) – drużyna piłkarska reprezentująca Togo w zawodach międzynarodowych. Za jej funkcjonowanie odpowiedzialny jest
Fédération Togolaise de Football.

## Historia
Togo jest członkiem FIFA od 1962 roku, a od 1963 należy do CAF-u.
W październiku 2005 roku po zwycięskim 3:2 meczu z Kongo reprezentacja prowadzona przez Nigeryjczyka Stephena Keshi po raz pierwszy w historii awansowała do finałów mistrzostw świata. W grupie niespodziewanie wyprzedziła faworyzowany Senegal.
Po słabym występie w Pucharze Narodów Afryki 2006 zwolniono trenera Keshiego. Jego następcą został Niemiec Otto Pfister, zdymisjonowany kilka miesięcy później po przegraniu wszystkich trzech meczów na Mundialu (z Koreą Południową 1:2, oraz ze Szwajcarią i Francją po 0:2).
W styczniu 2010 roku, autokar wiozący reprezentantów Togo na Puchar Narodów Afryki 2010 został ostrzelany w Kongo, przy granicy z Angolą przez rebeliantów Frontu Wyzwolenia Enklawy Cabinda (FLEC), zginęło trzech członków ekipy, kilku piłkarzy zostało poważnie rannych. W związku z tym incydentem reprezentacja wycofała się z mistrzostw.
Reprezentacja Togo uczestniczyło w kwalifikacjach do Mistrzostw Świata 2014 remisując 11 listopada 2011 przeciwko Gwinei Bissau wynikiem 1:1 i zwycięstwem w drugim meczu wynikiem 1:0, następnie 3 czerwca 2012 zremisowali z Libią wynikiem 1:1, a w następnym meczu 10 czerwca 2012 roku przegrali wynikiem 2:0 potem 3 marca 2013 roku rywalizowali z Kamerunem przegrywając 2:1, w drugim meczu 9 czerwca 2013 togijskiej kadrze udało się zwyciężyć wynikiem 2:0, takie rezultaty nie wystarczyły, aby zakwalifikować się na Mistrzostwa Świata 2014.
Jak do tej pory największym sukcesem togijskiej reprezentacji jest ćwierćfinał Pucharu Narodów Afryki 2013.

## Udział wMistrzostwach Świata
- 1930 – 1958 – Nie brało udziału (było kolonią francuską)
- 1962 – 1970 – Nie brało udziału
- 1974 – 1982 – Nie zakwalifikowało się
- 1986 – 1990 – Wycofało się z eliminacji
- 1994 – 2002 – Nie zakwalifikowało się
- 2006 – Faza grupowa
- 2010 – 2022 – Nie zakwalifikowało się

## Udział wPucharze Narodów Afryki
- 1957 – 1959 – Nie brało udziału (było kolonią francuską)
- 1962 – 1965 – Nie brało udziału
- 1968 – 1970 – Nie zakwalifikowało się
- 1972 – Faza grupowa
- 1974 – Wycofało się z eliminacji
- 1976 – 1982 – Nie zakwalifikowało się
- 1984 – Faza grupowa
- 1986 – 1988 – Nie zakwalifikowało się
- 1990 – Wycofało się z eliminacji
- 1992 – Nie zakwalifikowało się
- 1994 – Wycofało się w trakcie eliminacji
- 1996 – Nie zakwalifikowało się
- 1998 – Faza grupowa
- 2000 – Faza grupowa
- 2002 – Faza grupowa
- 2004 – Nie zakwalifikowało się
- 2006 – Faza grupowa
- 2008 – Nie zakwalifikowało się
- 2010 – Dyskwalifikacja[2]
- 2012 – Nie zakwalifikowało się
- 2013 – Ćwierćfinał
- 2015 – Nie zakwalifikowało się
- 2017 – Faza grupowa
- 2019 – 2023 – Nie zakwalifikowało się

## Szkoleniowcy
- 1999-00 – Gottlieb Goller
- 2000-02 – Bana Tchanilé
- 2002-02 – Diego Garzitto
- 2002-04 – António Dumas
- 2004-06 – Stephen Keshi
- 2006-06 – Otto Pfister
- 2006-07 - Patrice Neveu
- 2007–09 - Stephen Keshi
- 2009-09 - Jean Thissen
- 2009-10 - Hubert Velud
- 2010-11 - Thierry Froger
- 2011-11 - Stephen Keshi
- 2011-14 - Didier Six
- 2014-15 - Tchakala Tchanilé
- 2015-16 - Tom Saintfiet
- 2016-21 - Claude Le Roy